# Sergei Kovalenko
Serhiy Ivanovych Kovalenko (Lüshunkou, 11 de agosto de 1947 — Kiev, 18 de novembro de 2004) foi um basquetebolista ucraniano que integrou a Seleção Soviética que conquistou a medalha de ouro disputada nos XX Jogos Olímpicos de Verão realizados em Munique em 1972.